# Leo Lionni
Leo Lionni (Amsterdam, 5 maggio 1910 – Radda in Chianti, 11 ottobre 1999) è stato un pittore, scrittore e illustratore statunitense di origine olandese.
Fu un artista poliedrico: pittore, grafico, scrittore, scultore e illustratore di libri per bambini.

## Biografia
Nato ad Amsterdam da una famiglia olandese di origine ebraica sefardita, si trasferì in Italia, a Genova, dal 1925 al 1929 quando iniziò a dipingere. Famiglia agiata, il padre era un intagliatore di diamanti e la madre era una cantante lirica di successo. I suoi zii erano collezionisti d’arte moderna e di professione architetti. Fin da piccolo, ad Amsterdam entrò in contatto con varie novità artistiche e frequentò i musei della città nella quale si respirava l'aria del cambiamento e della libertà.
Filippo Tommaso Marinetti lo chiamò nel 1931 a far parte del Movimento futurista, cui aderì. Suo padre non credeva molto nel successo come futuro artista perciò Lionni nel 1935 si laureò in economia e cominciò ad interessarsi al Graphic Design, prima nell'Ufficio Pubblicità della Motta, con Dino Villani, e infine come free-lance. Con l'introduzione anche in Italia delle leggi razziali fasciste nel 1938 emigrò negli Stati Uniti con la famiglia. A Filadelfia, dove risiedette nei primi anni del suo soggiorno americano, si dedicò soprattutto alla grafica ed ebbe successo nell'ambito della pubblicità. Divenne art director per l'Agenzia pubblicitaria Ayer & Son, la terza più grande agenzia pubblicitaria del Paese, e, in seguito, una volta trasferitosi a New York, per la rivista Fortune che diresse per dodici anni, trasformandola in una rivista meno aggressiva sul piano estetico e più leggibile e il gruppo Time-Life. Incaricò artisti quali lo scultore Henry Moore e l'artista Alexander Calder per progetti di varia natura e diede lavoro al giovane Andy Warhol. Diede lavoro anche allo scrittore tedesco e illustratore di libri per bambini, fresco di espatrio, Eric Carle. Realizzò le copertine dei volumi Lo straniero e Il mito di Sisifo (entrambi nell'edizione inglese) di Albert Camus. Collaborò con alcune delle maggiori personalità artistiche di quegli anni, quali Saul Steinberg, Ben Shahn, Robert C. Osborn, Willem de Kooning e Fernand Léger.
Dal 1946 insegnò con Herbert Matter e Herbert Bayer, presso il Black Mountain College (Asheville, North Carolina) e nel 1954 espose la sua opera grafica al Museum of Modern Art di New York. Nel 1951 Lionni fu i fondatori dell'International Design Conference di Aspen (Colorado) e nel 1955 è stato eletto presidente dell'AIGA (America Institute of Graphic Art). Dal 1953 al 1956 ha diretto la rivista di grafica Print, che nel maggio 1980 dedicherà un numero speciale alla sua opera di designer e illustratore. Nel 1955, per la grande mostra The Family of Man, organizzata da Edward Steichen presso il Museum of Modern Art di New York, Lionni venne incaricato di realizzare il catalogo, di cui furono vendute oltre quattro milioni di copie ed è ancora in stampa.
Nel 1960 tornò in Italia, stabilendosi a San Bernardo di Lavagna, nella Riviera di Levante e, successivamente, a Porcignano, una frazione di Radda in Chianti, in provincia di Siena. Nel 1964 Mondadori lo chiamò a dirigere il mensile Panorama che, nel 1967, sarà trasformato nel settimanale omonimo, con la direzione di Lamberto Sechi. Nel 1984 la rivista giapponese Idea lo giudicò tra i trenta designer più influenti del ventesimo secolo.
Nel 1994 dipinse il drappellone del Palio di Siena del 2 luglio vinto dalla Contrada della Pantera e dedicato al Cinquantesimo anniversario della Liberazione dal nazifascismo.

### Piccolo blu e piccolo giallo
Nel 1959 scrive e illustra Little Blue and Little Yellow (Piccolo blu e piccolo giallo), che sarà uno dei libri per bambini più importanti e venduti della seconda metà del XX secolo e che si inserisce perfettamente nell'ideologia grafica di Lionni. Lo stile artistico dell'opera è riconducibile alla corrente dell'astrattismo, esaltando le figure attraverso forme, linee e colori. L'idea nacque a Lionni durante un viaggio in treno, per intrattenere i suoi due nipotini, Pippo e Ann, ai quali il libro venne dedicato e definito dall'esperta di letteratura per ragazzi Paola Vassalli un "capolavoro assoluto".
I personaggi di questo albo illustrato sono delle macchie di colore, rispettivamente blu e gialla. Questi sono molto amici, condividono avventure e si divertono insieme in attività che li rendono liberi, come nascondersi, correre, saltare e fare il girotondo insieme ai loro compagni. L'unico momento in cui essi non possono sentirsi liberi di esprimere la loro immagine e personalità è il momento in cui devono stare a scuola. L'autore infatti, ci dice che <<In classe devono stare fermi e composti>> La rappresentazione della scuola è particolarmente significativa, in quanto l'immagine è rappresentata da una figura regolare nera, diversa da tutte le altre, che rappresenta l'autorità, la rigidità e la cupezza. Inoltre, è presente anche uno spazio vuoto che rappresenta la figura dell’insegnante, che si mimetizza con il resto, come a rappresentare una figura assente.

Un’altra immagine molto significativa è quella che raffigura piccolo blu e piccolo giallo mentre si abbracciano: i due si fondono e si trasformano, cambiano il loro colore, assumendo le sembianze di piccolo verde. Nel momento in cui essi si presentano dai loro genitori, questi ultimi però non li riconoscono, come se non riuscissero a guardare oltre le apparenze e a comprendere che in realtà dietro quella nuova entità, che si è venuta a creare per la forte amicizia che lega i due, vi sono i loro figli. Infatti, piccolo blu e piccolo giallo sono colpiti da un dolore così profondo che li distrugge, tanto da dividerli in tanti pezzettini blu e gialli. È particolare il fatto che i pezzettini non siano verdi, ma del loro colore originale, proprio a significare che entrambi hanno preso qualcosa dell’altro, ma nessuno dei due ha perso la propria identità, dentro sono rimasti sempre loro stessi. Una volta ricomposti e tornati dalle loro famiglie, tutti si sono riabbracciati per la gioia di vedersi e fu lì che finalmente le famiglie compresero ciò che successe ai loro figli.
Attraverso questo albo l'autore vuole denunciare i modelli tradizionali americani degli anni '50 del Novecento, quali la "scuola" e la "famiglia", definiti come: <<conformisti conservatori perbenisti gerarchici autoritari>>. Da molti suoi libri per ragazzi sono stati tratti dei film di animazione.
A luglio 2015, Piccolo Blu e Piccolo giallo viene inserito in una lista di libri per bambini proibiti dal sindaco di Venezia Luigi Brugnaro perché accusati, secondo quanto dallo stesso sindaco, di trattare "argomenti che non devono essere affrontati dalla scuola, ma dai genitori", cui replica Camilla Seibezzi, già delegata ai Diritti Civili del Comune di Venezia: "Se accettiamo che anche solo uno dei 49 libri di favole venga censurato la battaglia è giá persa e la democrazia è venuta meno, perché la scuola pubblica ha il dovere di rappresentare e tutelare tutti i bambini e non una sola parte"

### La botanica parallela
Nel 1960 Lionni tornò in Italia dove si dedicò alla pittura, all'incisione e alla scultura e continuò a scrivere e illustrare libri per bambini. Nel 1976 pubblica, in italiano presso Adelphi, La botanica parallela, un volume "enciclopedico" dove si ricrea un mondo naturale immaginario ma plausibile, improbabile ma rigorosamente analizzato, descritto e disegnato.
La botanica parallela è un libro (e negli stessi anni una serie di incisioni, di dipinti, disegni e sculture) dove, come ebbe a scrivere Franco Russoli:
La sua opera di pittore, grafico, scultore e illustratore di libri per bambini è stata oggetto di una grande mostra dal titolo Leo Lionni. Art as a celebration, che è stata organizzata, a cura di Paola Vassalli e Andrea Rauch, all'Itabashi Art Museum, Giappone, nel 1996 e allestita a Siena, l'anno seguente, nelle sale del Complesso museale di Santa Maria della Scala.

### Morte
Minato dalla malattia di Parkinson, Leo Lionni è morto l'11 ottobre 1999, nella sua casa di Radda in Chianti, all'età di 89 anni.

## Vita privata
Nel 1931 sposò Nora Maffi, figlia di Fabrizio Maffi (esponente del socialismo pre-fascista e, con Serrati e Riboldi, tra i maggiori dirigenti di quella corrente terzinternazionalista del PSI che tra il 1923 e il 1924 aderirà al Partito Comunista d'Italia). Con lei ebbe due figli, Louis (Mannie) e Paolo.

## Opere

### Libri
I libri di Leo Lionni, ove non altrimenti indicato, sono stati pubblicati, in Italia, da Emme Edizioni e ripubblicati da Babalibri.
- Piccolo blu e piccolo giallo, 1959
- Il Bruco misuratutto, 1960
- Sulla spiaggia ci sono molti sassi, 1961
- Guizzino, 1963
- Tico e le ali d'oro, 1964
- Federico, 1967
- È mio, 1967
- La casa più grande del mondo, 1968
- Alessandro e il topo meccanico, 1969
- Un pesce è un pesce, 1970
- Teodoro e il fungo parlante, 1971
- Il topo dalla coda verde, 1973
- Pezzettino, 1975
- Un colore tutto mio, 1975
- Geraldina, Topo-Musica, 1979
- Cornelio, 1983
- Tilli e il muro, 1989
- Il sogno di Matteo, 1990
- La botanica parallela, Adelphi, 1976 e Gallucci editore, 2012, ISBN 978-88-6145-299-2
- Tra i miei mondi: un’autobiografia, a cura di Martino Negri e Francesco Cappa, Donzelli, Roma, 2014 - ISBN 978-8868431402

### Film
Film con Giulio Gianini e Antonella Abbatiello:
- I cinque Lionni, (DVD + volumetto), Gallucci editore, 2010, ISBN 978-88-6145-171-1
  - Guizzino
  - Federico
  - Un pesce è un pesce
  - Cornelio
  - È mio!
- Il bruco misuratutto